# Sint-Willibrorduskerk (Den Haag)
De Sint Willibrorduskerk in Den Haag was een rooms-katholieke kerk aan de Assendelftstraat, aan de kant van de Varkenmarkt. De kerk stond vlak naast 't Hooftshofje.

## Geschiedenis
Al in de achttiende eeuw bevond zich in de Assendelftstraat een schuilkerk. Het ernaast gelegen 't Hooftshofje uit 1754-1756 was naast de schuilkerk gebouwd als charitatieve instelling. De Sint Willibrorduskerk werd in 1821-1822 gebouwd als haar opvolger, naar ontwerp van Adrianus Tollus en was gedeeltelijk gefinancierd door een gift van 20.000 gulden van Koning Willem I. In de jaren 1863-1865 werd hij door Theo Molkenboer vergroot met transept en koor, en in 1911 werd hij door Jan Stuyt uitgebreid met een nieuw koor.

## Architectuur
Het was een neoclassicistische hallenkerk met Ionische zuilen, met ronde scheibogen en houten tongewelven. De uitbreidingen werden in diezelfde stijl gedaan. De voorkant had vier Ionische zuilen die een fronton ondersteunden met het opschrift "Religiose Principe Religio floret, Regnumque protegit Deus". Op het dak stond een vierkante bakstenen toren met een houten koepeltje.

## Orgel
Het orgel was van Kam & Van der Meulen uit Rotterdam en werd in 1841 geplaatst.

## Sloop kerk
De kerk werd in 1966 aan de eredienst onttrokken. In 1972 werd het gebouw wegens bouwvalligheid gesloopt. De neoclassicistische pastorie uit 1812 aan de Assendelftstraat 49 bleef daarbij behouden en werd in 1984-1985 verbouwd tot appartementen. Ook het 't Hooftshofje bleef behouden.
Galerij

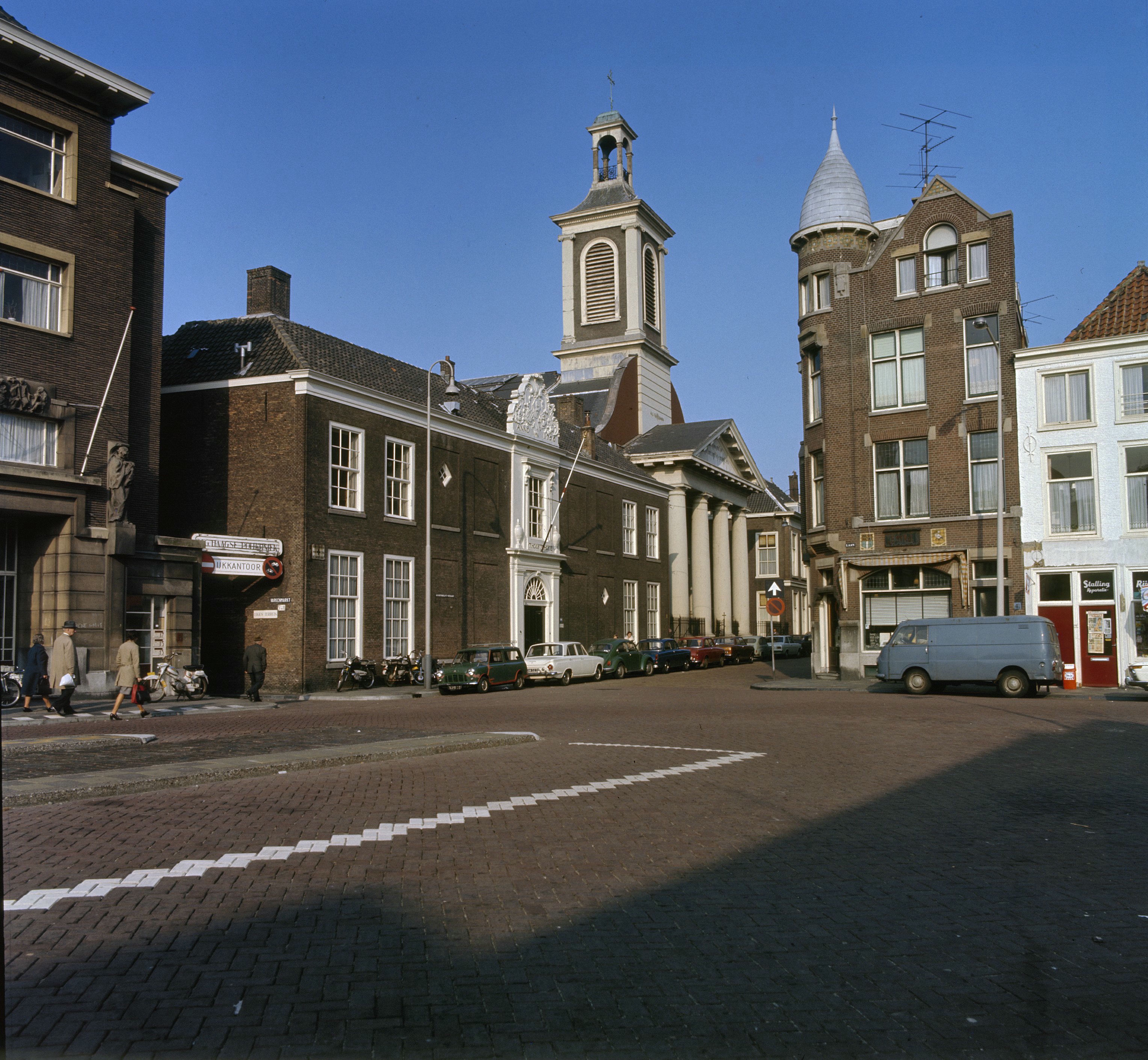
Zich vanaf de Varkenmarkt naar de Assendelftstraat met de Sint-Willibrorduskerk
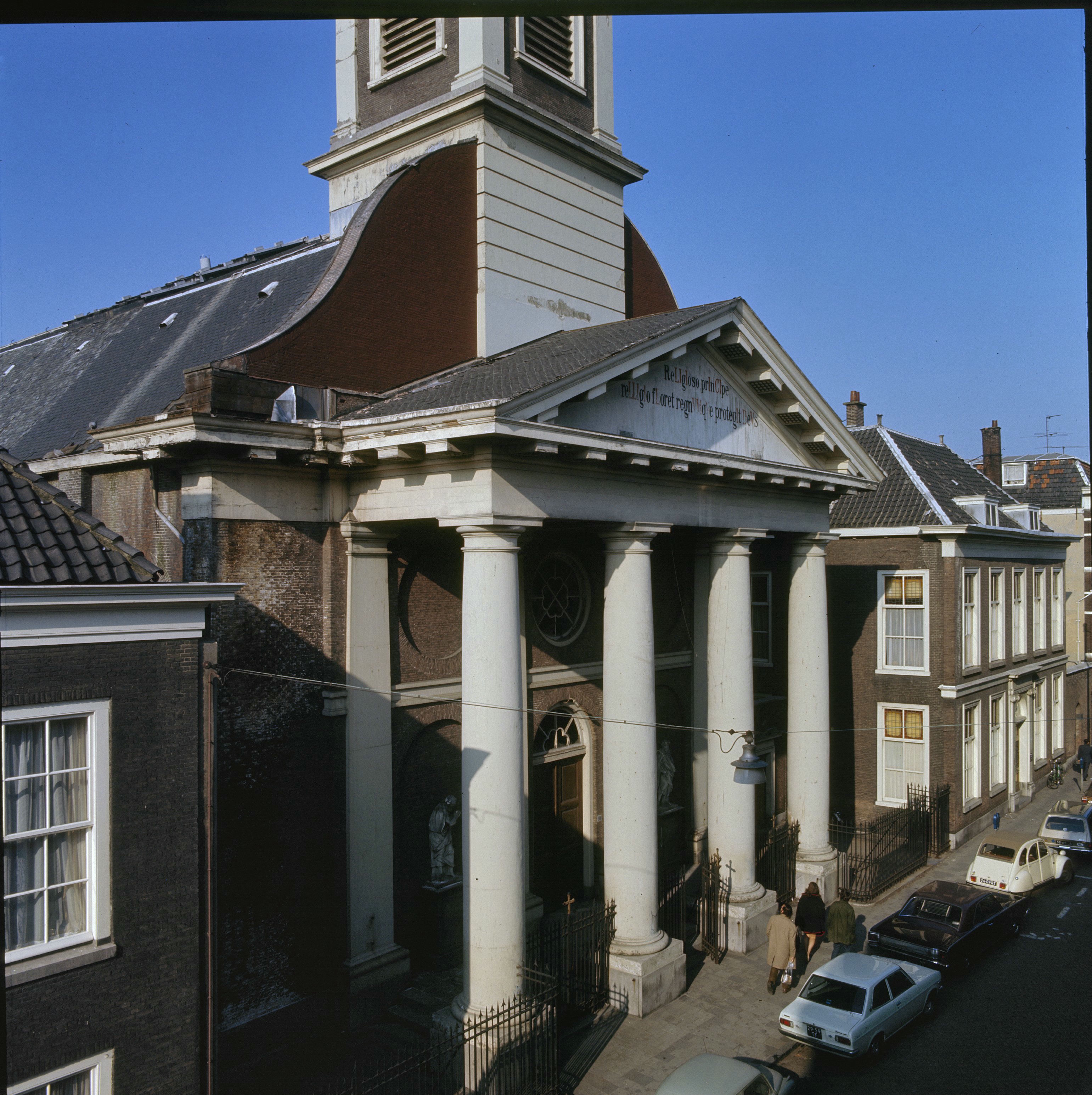
Voorzijde kerk met vier Ionische zuilen en een fronton
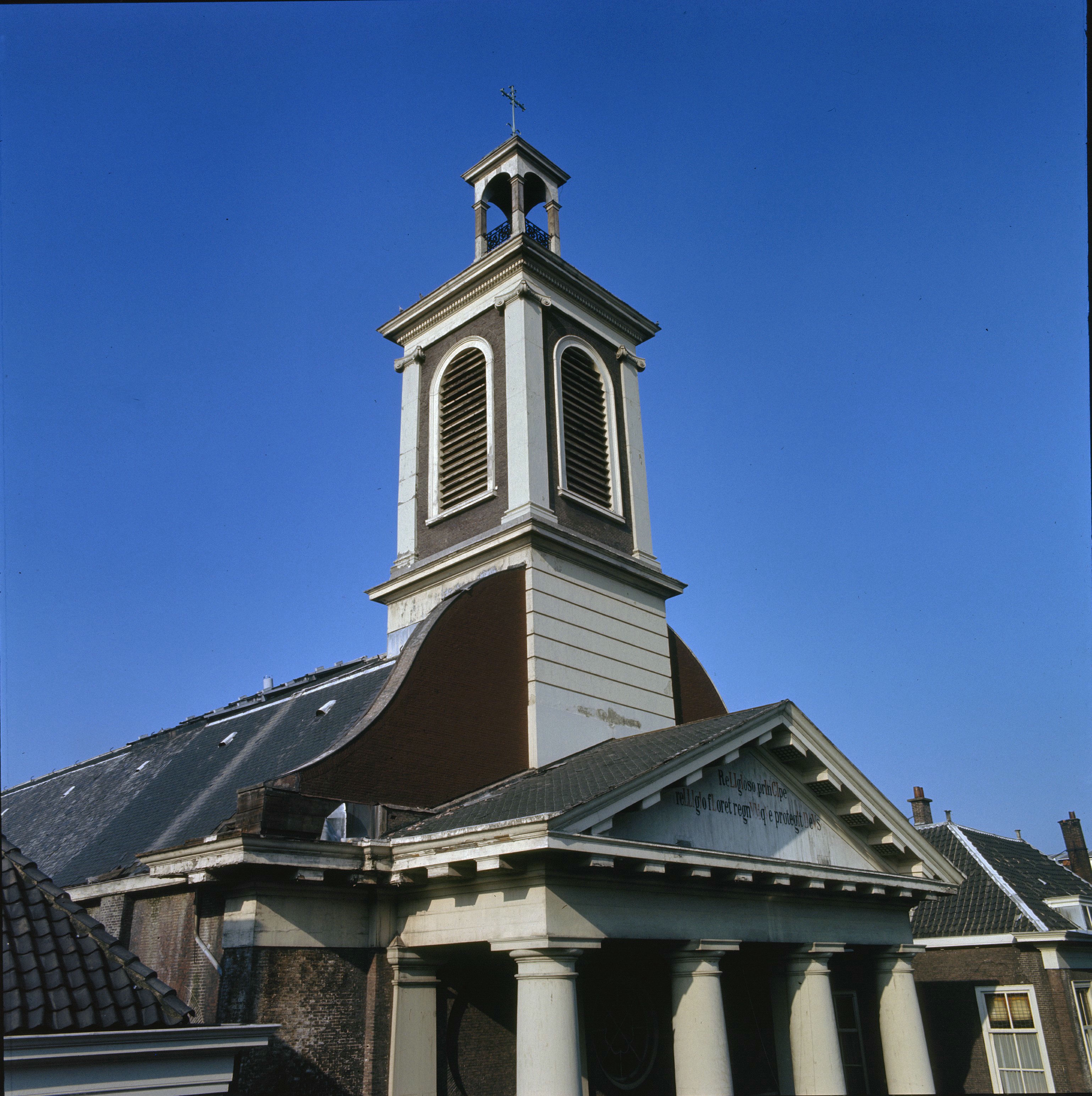
Klokkentoren van de kerk
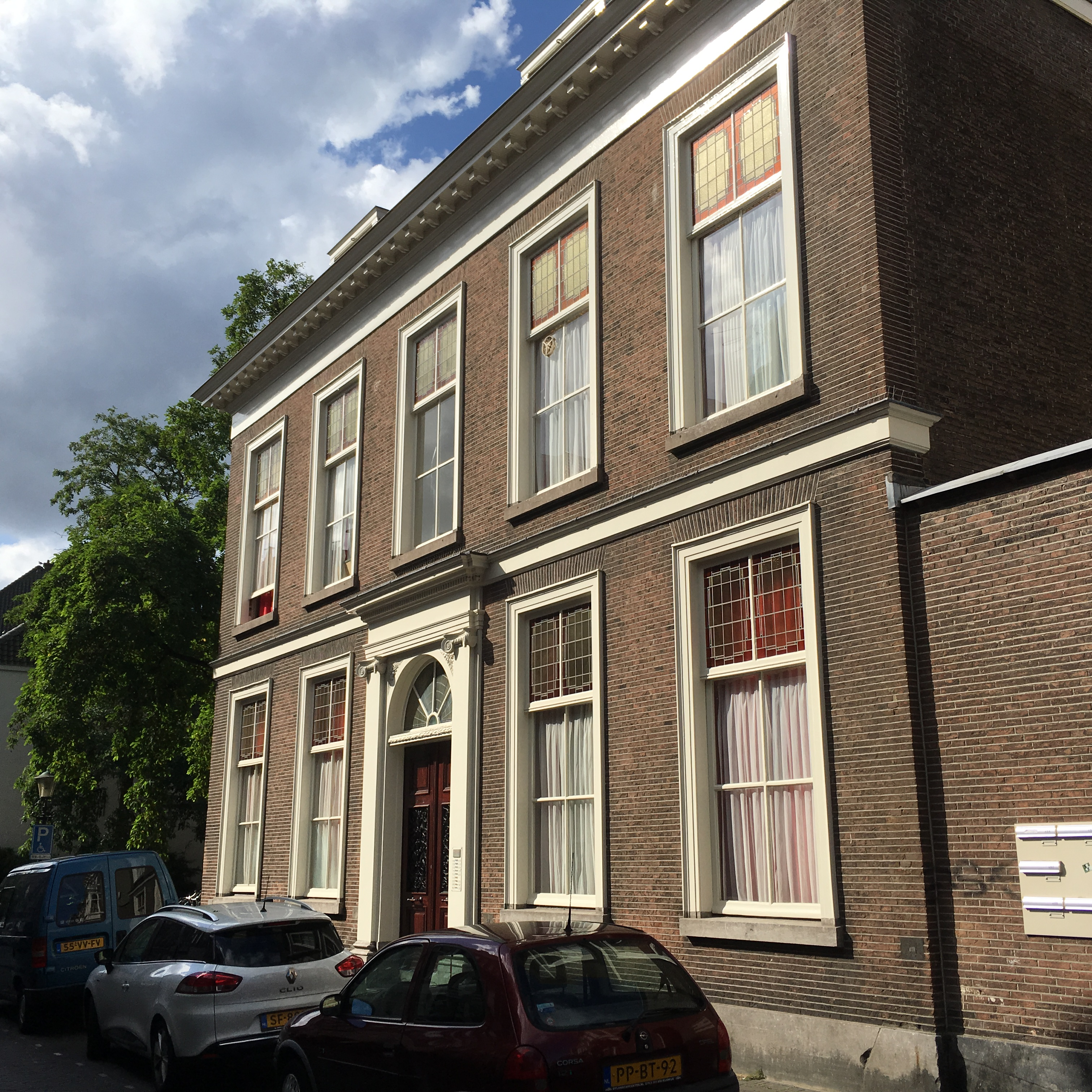
Naastgelegen pastorie, in 1984-1985 verbouwd tot woningen

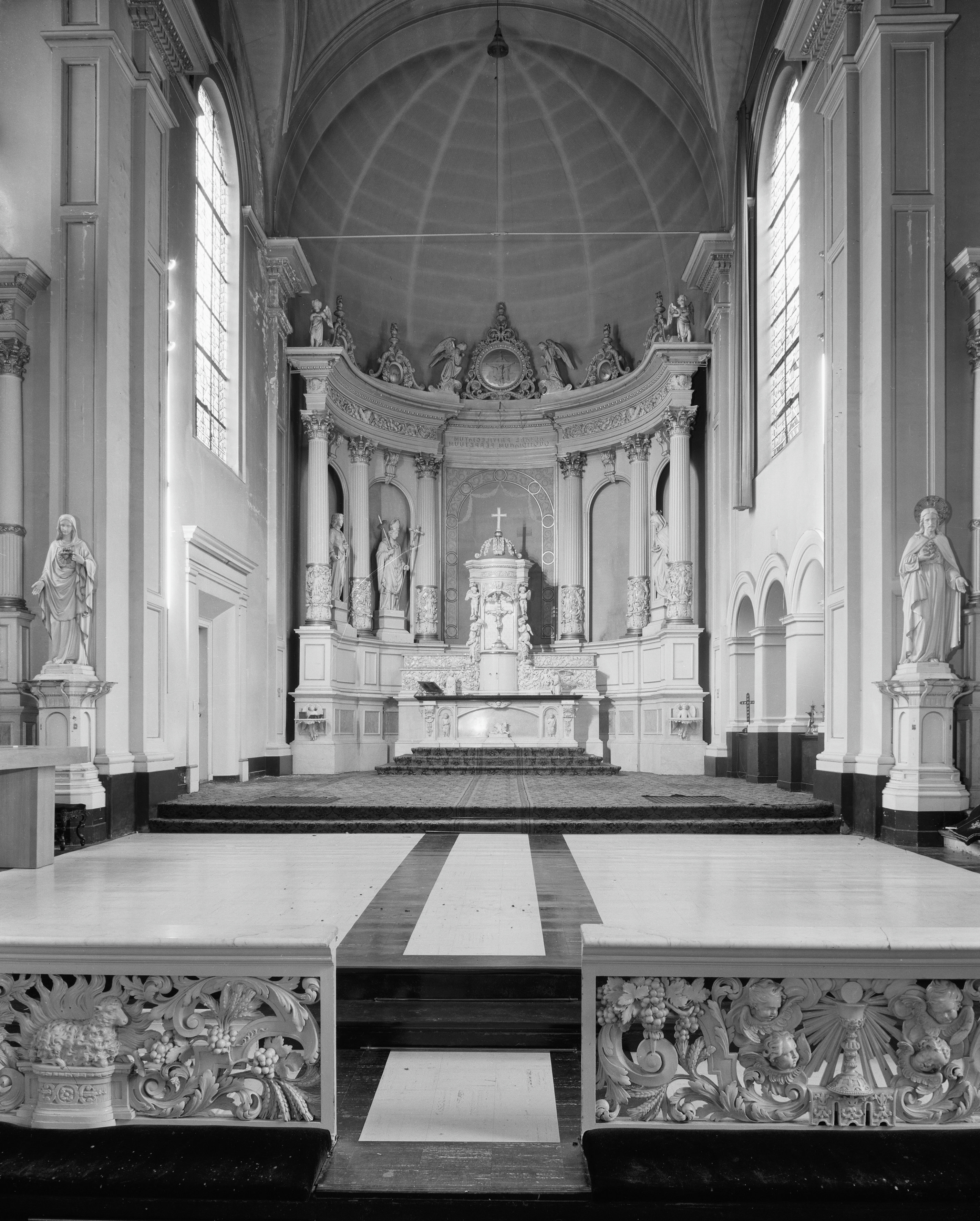
Interieur, overzicht naar het koor met hoofdaltaar
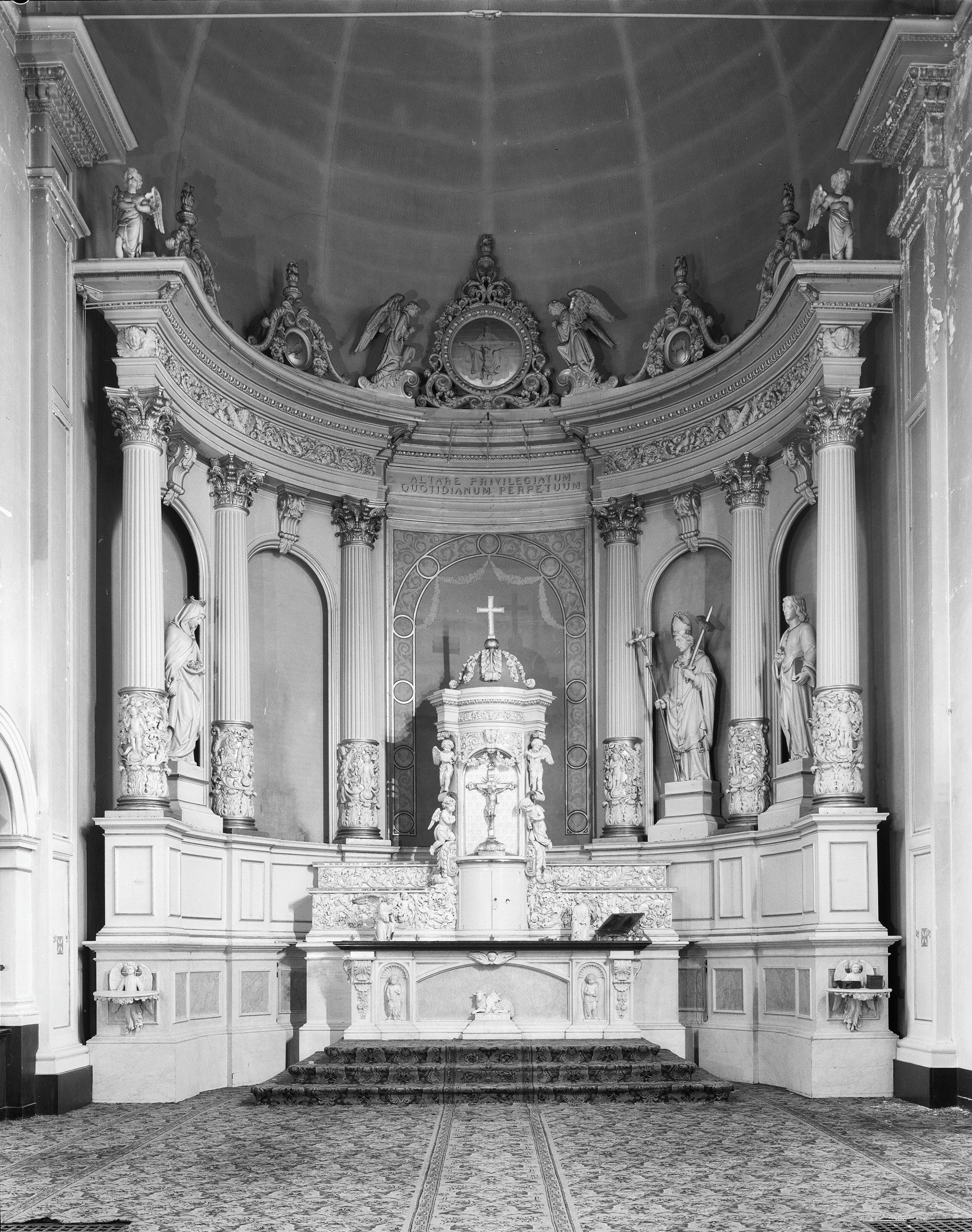
Interieur, koor met hoofdaltaar
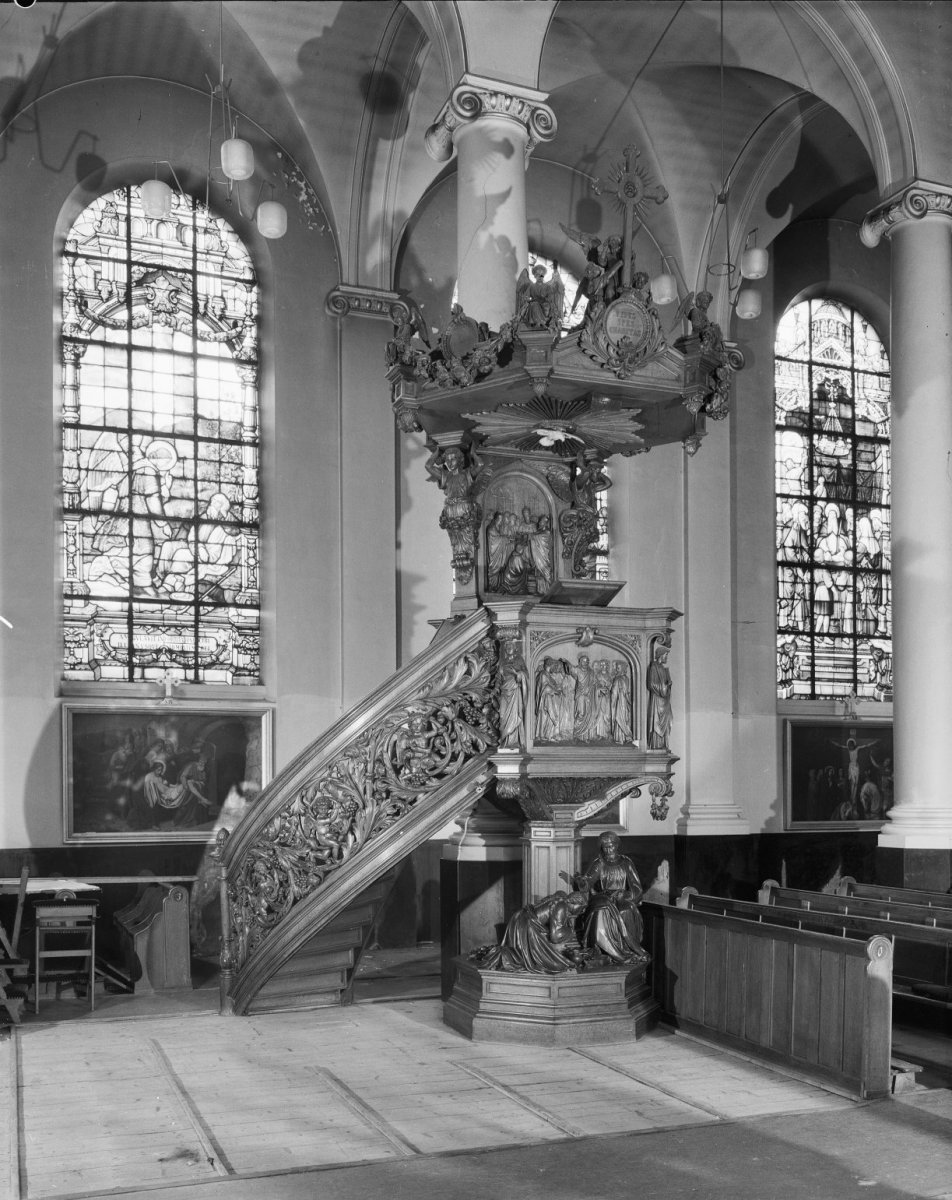
Interieur, de rijkbewerkte preekstoel
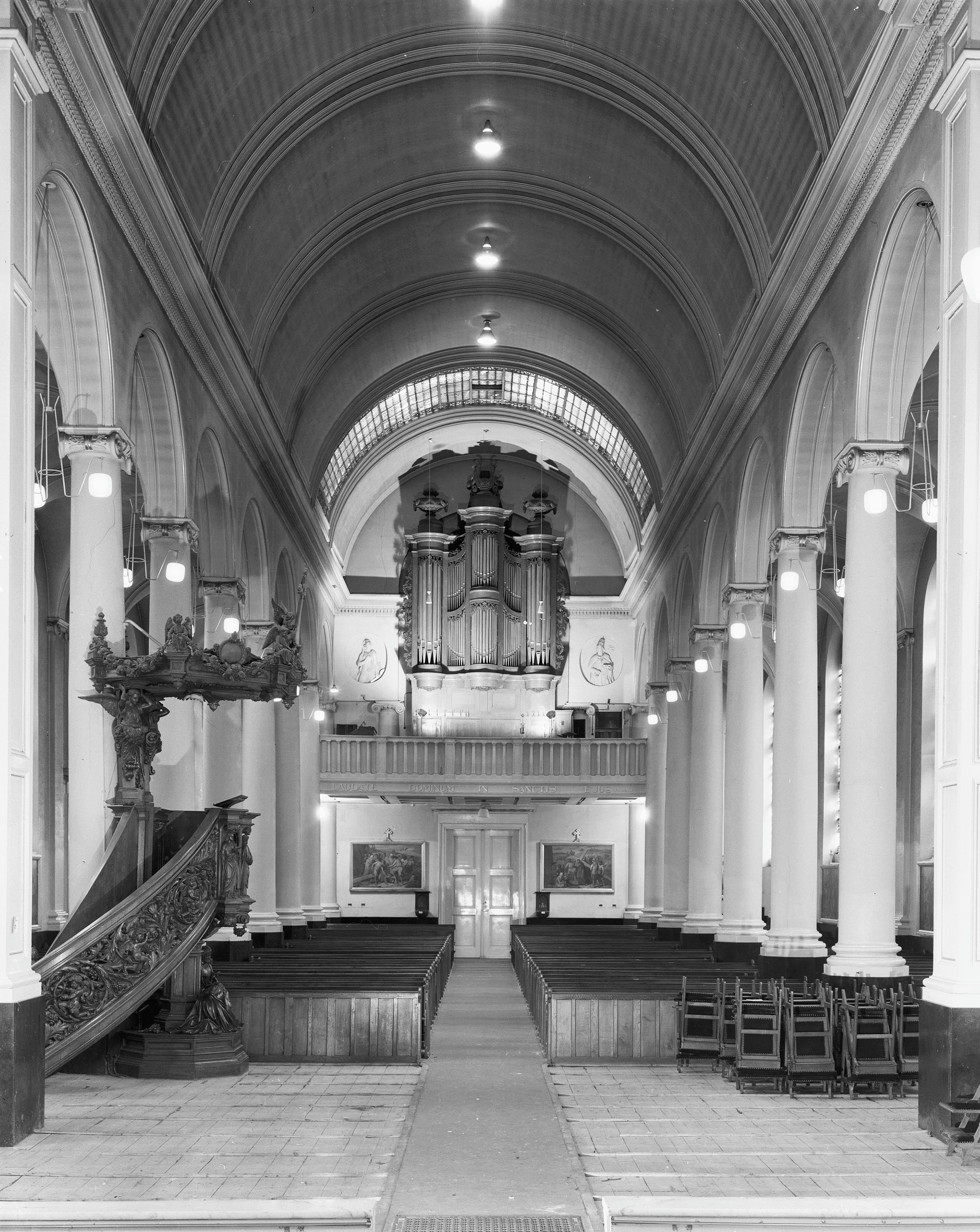
Interieur, overzicht naar het orgel boven de ingang van de kerk